# HD 118508
Désignations
HD 118508 est une étoile variable suspectée de la constellation du Bouvier, située à 552 ± 8 al (169 ± 2 pc) de la Terre.